# René Waleff
Maxime René Waleff (Ginevra, 30 novembre 1874 – Jouarre, 31 marzo 1961) è stato un canottiere francese.
Partecipò all'Olimpiade 1900 di Parigi nelle gare di due con, quattro con e otto. Nel due con conquistò la medaglia d'argento con Lucien Martinet mentre nelle altre due gare ottenne scarsi risultati.

## Palmarès
| Anno | Manifestazione | Sede   | Evento                | Risultato | Note |
| ---- | -------------- | ------ | --------------------- | --------- | ---- |
| 1900 | Olimpiadi      | Parigi | Canottaggio - Due con | Argento   |      |